# Manuel Adame de la Pedrada
Manuel Adame de la Pedrada, más conocido como El Locho (Ciudad Real, 6 de mayo de 1780-Londres, ¿?), fue un guerrillero y militar español defensor del Carlismo.

## Biografía
De padres muy humildes, fue gorrinero, por lo cual su apodo, y jornalero de oficio en su juventud. Tras diversos incidentes contra el poder municipal en su ciudad natal (abofeteó al corregidor afrancesado Valentín Melendo en el motín del 28 de mayo), se alistó en 1808 como soldado en el regimiento provincial de milicias de Ciudad Real en uno de los batallones que luchaban contra los franceses en el ejército La Mancha en Jaén Sierra Morena. Disuelto este, se unió a la partida del guerrillero Ventura Jiménez. En ella se distinguió por su valor y audacia, continuando en ella con su sucesor Alejandro Fernández la de los húsares de Ciudad Real. 
Al acabar la contienda quedó como alférez en el ejército en caballería con diez reales de sueldo. Sobrevenido el régimen constitucional con el pronunciamiento de Rafael del Riego, proclamó en 1821 a don Carlos y llegó a reunir bajo su mando de teniente coronel una partida realista de hasta a 1500 hombres con los que desestabilizó notablemente el régimen constitucional en la provincia de La Mancha durante la Guerra Realista. Al retorno de los liberales en 1834, conspiró y formó otra partida para defender los derechos de don Carlos, distinguiéndose en sus acciones por la crueldad y, según el historiador liberal Antonio Pirala, «dando rienda suelta a sus brutales instintos, retratados en su feroz carácter y en su tosca y grosera fisonomía». Su única hija casó con Vicente Sabariegos Sánchez, de Piedrabuena, también carlista. Murió en el exilio, en Londres, fiel a la causa carlista.